# Jequetepeque (fleuve)
 (juillet 2024).
Si vous disposez d'ouvrages ou d'articles de référence ou si vous connaissez des sites web de qualité traitant du thème abordé ici, merci de compléter l'article en donnant les références utiles à sa vérifiabilité et en les liant à la section « Notes et références ».
Le fleuve Jequetepeque est situé sur le versant Pacifique du Pérou. Il couvre une superficie de 4 372 km2 et est sous l'influence des climats du Pacifique et de l'Atlantique. Son cours prend cinq noms différents, du cours supérieur à la côte, liés aux catégories de cours d'eau, de rivières secondaires et de rivières principales. Il traverse les départements de Cajamarca et de La Libertad.
Le régime du fleuve Jequetepeque est très irrégulier, dans les mois d'étiage ses débits peuvent atteindre des débits inférieurs à 1 m3 s.
À partir de 1988, afin de réguler le débit du fleuve, le réservoir Gallito Ciego, situé sur le lit du Jequetepeque, est entré en service, occupant les zones allant de la partie basse du village de Tembladera jusqu'au lieu appelé Gallito Ciego. La pente moyenne du Jequetepeque est d'environ 7,5 %.
Les rivières tertiaires les plus importantes sont : Llapa, Chacapampa, Tinte, Naranjo et Chotén. Elles se trouvent dans les parties les plus élevées et présentent des conditions climatiques humides et froides, formant la plupart des environnements écologiques supérieurs de la zone, ainsi que les principales vallées latérales.
Le fleuve Jequetepeque prend sa source dans les contreforts des collines de Malca et Collotan, dans le département de Cajamarca, entre 7° 20' de latitude sud et 78° 21' de longitude ouest, à une altitude approximative de 3 800 m.
Le système du Jequepeteque est constitué d'amont en aval par les sous-systèmes suivant :
- Rivière Huacraruco : la rivière Huacraruco naît des eaux des ravins Calzada, Huascamonte et Clariyacu, elle est alimentée par des ravins d'est en ouest et principalement par la rivière Pacachal sur sa rive gauche, en continuant très près de la ville de San Juan, où elle est appelée la rivière San Juan en raison de la rareté des eaux du ravin de La Tranca ;
- Río San Juan : la rivière San Juan est alimentée par les rivières Chotén et Naranjo, et enfin avec l'apport de la rivière Asunción, sur sa rive gauche, commence le fleuve Magdalena ;
- Río Magdalena : la rivière Magadalena a parmi ses principaux affluents, le Chetillano, le Chanta, et à la hauteur de la ville de Chilete, les rivières San Pablo converge sur sa rive droite et Huertas sur sa rive gauche. De ces confluents, l'aval est appelé río Chilete ;
- Río Chilete : le Chilete, relativement court, reçoit sur sa rive gauche les apports du Contumazá, et sur sa rive droite, à la hauteur de la ville de Llallán, il reçoit les apports du Puclush (San Miguel), d'où il est appelé le fleuve Jequetepeque ;
- Système du Puclush : le Puclush est le principal affluent du fleuve Jequetepeque car, en été, ses eaux ne s'assèchent jamais, contrairement aux autres affluents dont le débit diminue jusqu'à ce qu'ils s'assèchent.

C'est un sous-système hydrographique qui fait partie du bassin de la Jequetepeque, et est situé sur sa rive droite. Il couvre environ un cinquième du bassin moyennement élevé. C'est le sous-bassin le plus important car il est du premier ordre de confluence hydrographique.
Des lacs situées dans la partie nord-ouest du bassin où se trouvent les confluents des ruisseaux Quinuamachay, Colpa, Del Barranco, Shilamayo et autres, qui constituent un bassin versant hétérogène et ramifié. Ils forment la rivière Shoclla, qui prend plus tard le nom de rivière Tinte ; c'est un affluent de troisième ordre, en aval il reçoit de rares apports des ruisseaux Tranca, Piedra Grande, Lazareto, il change d'orientation vers l'Ouest, étant appelé rivière Rejo.
- La rivière Rejo en aval, sur sa rive droite, est un affluent des rivières Tumbaden et Chacapampa, d'où son nom de rio Grande.
- La rivière Tumbaden est petite, composée d'un groupe de cours d'eau qui ne coulent qu'en cas de fortes pluies.
- La rivière Chacapampa, qui recueille l'eau des filtrations périglaciaires des lacs de Quellaymishpo et Compuerta.
- La rivière Grande a un très court tronçon d'environ 3 km, qui se jette ensuite dans la rivière Llapa.
- La rivière Llapa a une conformation orographique étendue longitudinalement, qui descend des hauteurs des confluents des rivières Yanahuanga et Callejones qui avec l'orientation sud - ouest descend pour recevoir plus loin l'apport du ravin De Ojos et d'autres.
- Le San Miguel a peu d'affluents, tous mineurs de troisième ordre, son lit prend sa source dans les hauteurs très proches de la ligne de partage des eaux du côté nord, à la limite du bassin de Chancay. Il commence avec le Pincullo et le Quebrada El Carrasco qui forment le San Miguel, celui-ci passe très près de la ville du même nom. Il est à noter que cette rivière n'a aucun affluent sur sa rive gauche. Les rivières San Miguel et Llapa se rejoignent à environ 1 800 mètres d'altitude, formant la rivière Puclush.
- Le Puclush dirige ses eaux du nord au sud et reçoit les apports des eaux de ruissellement provenant des ravins Milagro, Los Paucos, La Succha et Honda, qui naissent à 2 700 m d'altitude. La vallée de Puclush est la plus importante de la région, principale productrice de riz et de mangues, ces dernières étant exportées.